# Grand Prix Cycliste de Montréal 2023
Grand Prix Cycliste de Montréal 2023 var den 12. udgave af det canadiske cykelløb Grand Prix Cycliste de Montréal. Det 221,4 km lange linjeløb med 4.842 højdemeter blev kørt den 10. september 2023 med start og mål i Montreal. Løbet var 33. arrangement på UCI World Tour 2023.
Der skulle køres 18 omgange på en 12,3 km lang rundstrækning med målstreg på Avenue du Parc.
Løbet blev vundet af britiske Adam Yates fra UAE Team Emirates.

## Resultat
| \| Samlede stilling \| Samlede stilling \| Samlede stilling \| Samlede stilling \| Samlede stilling \| \| Rytter \| Rytter \| Hold \| Tid \| \| \| ---------------- \| ------------------ \| ------------------------ \| ---------------- \| ---------------- \| \| 1. \| Adam Yates \| UAE Team Emirates \| 5t 54' 02" \| \| \| 2. \| Pavel Sivakov \| Ineos Grenadiers \| + 3" \| \| \| 3. \| Alex Aranburu \| Movistar Team \| + 12" \| \| \| 4. \| Valentin Madouas \| Groupama-FDJ \| + 12" \| \| \| 5. \| Simone Velasco \| Astana Qazaqstan Team \| + 12" \| \| \| 6. \| Simon Yates \| Team Jayco AlUla \| + 12" \| \| \| 7. \| Ben O'Connor \| AG2R Citroën Team \| + 17" \| \| \| 8. \| Jon Izagirre \| Cofidis \| + 24" \| \| \| 9. \| Mattias Skjelmose \| Lidl-Trek \| + 29" \| \| \| 10. \| Marc Hirschi \| UAE Team Emirates \| + 29" \| \| \| 11. \| Tiesj Benoot \| Jumbo-Visma \| + 33" \| \| \| 12. \| Julian Alaphilippe \| Soudal Quick-Step \| + 38" \| \| \| 13. \| Brandon McNulty \| UAE Team Emirates \| + 55" \| \| \| 14. \| Guillaume Martin \| Cofidis \| + 55" \| \| \| 15. \| Michael Woods \| Israel-Premier Tech \| + 55" \| \| \| 16. \| Giovanni Aleotti \| Bora-Hansgrohe \| + 58" \| \| \| 17. \| Lorenzo Rota \| Intermarché-Circus-Wanty \| + 1' 23" \| \| \| 18. \| Matej Mohorič \| Bahrain Victorious \| + 1' 23" \| \| \| 19. \| Quentin Pacher \| Groupama-FDJ \| + 1' 23" \| \| \| 20. \| Kevin Vermaerke \| Team DSM-Firmenich \| + 1' 23" \| \| |                    |                          |            |
| |                    |                          |            |
| Kilde: ProCyclingStats |                    |                          |            |
| Samlede stilling |                    |                          |            |
| Rytter | Rytter             | Hold                     | Tid        |
| 1. | Adam Yates         | UAE Team Emirates        | 5t 54' 02" |
| 2. | Pavel Sivakov      | Ineos Grenadiers         | + 3"       |
| 3. | Alex Aranburu      | Movistar Team            | + 12"      |
| 4. | Valentin Madouas   | Groupama-FDJ             | + 12"      |
| 5. | Simone Velasco     | Astana Qazaqstan Team    | + 12"      |
| 6. | Simon Yates        | Team Jayco AlUla         | + 12"      |
| 7. | Ben O'Connor       | AG2R Citroën Team        | + 17"      |
| 8. | Jon Izagirre       | Cofidis                  | + 24"      |
| 9. | Mattias Skjelmose  | Lidl-Trek                | + 29"      |
| 10. | Marc Hirschi       | UAE Team Emirates        | + 29"      |
| 11. | Tiesj Benoot       | Jumbo-Visma              | + 33"      |
| 12. | Julian Alaphilippe | Soudal Quick-Step        | + 38"      |
| 13. | Brandon McNulty    | UAE Team Emirates        | + 55"      |
| 14. | Guillaume Martin   | Cofidis                  | + 55"      |
| 15. | Michael Woods      | Israel-Premier Tech      | + 55"      |
| 16. | Giovanni Aleotti   | Bora-Hansgrohe           | + 58"      |
| 17. | Lorenzo Rota       | Intermarché-Circus-Wanty | + 1' 23"   |
| 18. | Matej Mohorič      | Bahrain Victorious       | + 1' 23"   |
| 19. | Quentin Pacher     | Groupama-FDJ             | + 1' 23"   |
| 20. | Kevin Vermaerke    | Team DSM-Firmenich       | + 1' 23"   |

## Hold og ryttere
| UCI WorldTeams (18)- AG2R Citroën Team - Alpecin-Deceuninck - Astana Qazaqstan Team - Bahrain Victorious - Bora-Hansgrohe - Cofidis - EF Education-EasyPost - Groupama-FDJ - Ineos Grenadiers - Intermarché-Circus-Wanty - Jumbo-Visma - Lidl-Trek - Movistar Team - Soudal Quick-Step - Arkéa-Samsic - Team DSM-Firmenich - Team Jayco AlUla - UAE Team Emirates UCI ProTeams (4)- Israel-Premier Tech - Lotto Dstny - Team Novo Nordisk - Tudor Pro Cycling Team Landshold- Canada |
| |

### Danske ryttere
| Danske ryttere på startlisten |                         |                       |           |
| Rygnummer                     | Rytter                  | Hold                  | Placering |
| 41                            | Mattias Skjelmose       | Lidl-Trek             | 9         |
| 45                            | Asbjørn Hellemose       | Lidl-Trek             | 49        |
| 97                            | Frederik Wandahl        | Bora-Hansgrohe        | 48        |
| 103                           | Magnus Cort             | EF Education-EasyPost | DNF       |
| 105                           | Mikkel Honoré           | EF Education-EasyPost | DNF       |
| 126                           | Christopher Juul-Jensen | Team Jayco AlUla      | DNF       |
| 201                           | Alexander Kamp          | Tudor Pro Cycling     | 41        |

* DNS = stillede ikke til start

* DNF = gennemførte ikke

### Startliste
| UAE Team Emirates UAD | UAE Team Emirates UAD         | UAE Team Emirates UAD |
| --------------------- | ----------------------------- | --------------------- |
| Nr.                   | Rytter                        | Placering             |
| 1                     | Adam Yates (GBR)              | 1.                    |
| 2                     | Marc Hirschi (SUI) (landevej) | 10.                   |
| 3                     | Rafał Majka (POL)             | 40.                   |
| 4                     | Brandon McNulty (USA)         | 13.                   |
| 5                     | Ivo Oliveira (POR) (landevej) | DNF                   |
| 6                     | Diego Ulissi (ITA)            | DNF                   |
| 7                     | Tim Wellens (BEL)             | DNF                   |

| AG2R Citroën Team ACT | AG2R Citroën Team ACT        | AG2R Citroën Team ACT |
| --------------------- | ---------------------------- | --------------------- |
| Nr.                   | Rytter                       | Placering             |
| 11                    | Benoît Cosnefroy (FRA)       | 27.                   |
| 12                    | Stan Dewulf (BEL)            | DNF                   |
| 13                    | Ben O'Connor (AUS)           | 7.                    |
| 14                    | Aurélien Paret-Peintre (FRA) | 59.                   |
| 15                    | Valentin Retailleau (FRA)    | DNF                   |
| 16                    | Michael Schär (SUI)          | DNF                   |
| 17                    | Greg Van Avermaet (BEL)      | 60.                   |

| Jumbo-Visma TJV | Jumbo-Visma TJV          | Jumbo-Visma TJV |
| --------------- | ------------------------ | --------------- |
| Nr.             | Rytter                   | Placering       |
| 21              | Christophe Laporte (FRA) | 28.             |
| 22              | Tiesj Benoot (BEL)       | 11.             |
| 23              | Sam Oomen (NED)          | 39.             |
| 25              | Tosh Van der Sande (BEL) | DNF             |
| 26              | Tim van Dijke (NED)      | DNF             |
| 27              | Mick van Dijke (NED)     | 53.             |

| Ineos Grenadiers IGD | Ineos Grenadiers IGD        | Ineos Grenadiers IGD |
| -------------------- | --------------------------- | -------------------- |
| Nr.                  | Rytter                      | Placering            |
| 31                   | Michał Kwiatkowski (POL)    | DNF                  |
| 32                   | Ethan Hayter (GBR)          | DNF                  |
| 33                   | Luke Plapp (AUS) (landevej) | DNF                  |
| 34                   | Salvatore Puccio (ITA)      | DNF                  |
| 35                   | Daniel Martínez (COL)       | DNF                  |
| 36                   | Pavel Sivakov (FRA)         | 2.                   |
| 37                   | Ben Swift (GBR)             | 57.                  |

| Lidl-Trek LTK | Lidl-Trek LTK                      | Lidl-Trek LTK |
| ------------- | ---------------------------------- | ------------- |
| Nr.           | Rytter                             | Placering     |
| 41            | Mattias Skjelmose (DEN) (landevej) | 9.            |
| 42            | Filippo Baroncini (ITA)            | DNF           |
| 43            | Tony Gallopin (FRA)                | DNF           |
| 44            | Emīls Liepiņš (LAT) (landevej)     | DNF           |
| 45            | Asbjørn Hellemose (DEN)            | 47.           |
| 46            | Toms Skujiņš (LAT)                 | 35.           |
| 47            | Mathias Vacek (CZE) (landevej)     | DNF           |

| Soudal Quick-Step SOQ | Soudal Quick-Step SOQ    | Soudal Quick-Step SOQ |
| --------------------- | ------------------------ | --------------------- |
| Nr.                   | Rytter                   | Placering             |
| 51                    | Julian Alaphilippe (FRA) | 12.                   |
| 52                    | Jannik Steimle (GER)     | DNF                   |
| 53                    | Dries Devenyns (BEL)     | DNF                   |
| 54                    | Fausto Masnada (ITA)     | 23.                   |
| 55                    | Mauro Schmid (SUI)       | DNF                   |
| 56                    | Ilan Van Wilder (BEL)    | DNF                   |
| 57                    | Mauri Vansevenant (BEL)  | 22.                   |

| Bahrain Victorious TBV | Bahrain Victorious TBV  | Bahrain Victorious TBV |
| ---------------------- | ----------------------- | ---------------------- |
| Nr.                    | Rytter                  | Placering              |
| 61                     | Matej Mohorič (SLO)     | 18.                    |
| 62                     | Jack Haig (AUS)         | DNF                    |
| 63                     | Pello Bilbao (ESP)      | 29.                    |
| 64                     | Nicolò Buratti (ITA)    | DNF                    |
| 65                     | Filip Maciejuk (POL)    | DNF                    |
| 66                     | Fran Miholjević (CRO)   | DNF                    |
| 67                     | Edoardo Zambanini (ITA) | DNF                    |

| Groupama-FDJ GFC | Groupama-FDJ GFC                  | Groupama-FDJ GFC |
| ---------------- | --------------------------------- | ---------------- |
| Nr.              | Rytter                            | Placering        |
| 71               | Valentin Madouas (FRA) (landevej) | 4.               |
| 72               | Kevin Geniets (LUX)               | 56.              |
| 73               | Matthieu Ladagnous (FRA)          | DNF              |
| 74               | Reuben Thompson (NZL)             | 50.              |
| 75               | Quentin Pacher (FRA)              | 19.              |
| 76               | Jake Stewart (GBR)                | DNF              |
| 77               | Lars van den Berg (NED)           | DNF              |

| Alpecin-Deceuninck ADC | Alpecin-Deceuninck ADC  | Alpecin-Deceuninck ADC |
| ---------------------- | ----------------------- | ---------------------- |
| Nr.                    | Rytter                  | Placering              |
| 81                     | Quinten Hermans (BEL)   | DNF                    |
| 82                     | Nicola Conci (ITA)      | 32.                    |
| 83                     | Michael Gogl (AUT)      | DNF                    |
| 84                     | Xandro Meurisse (BEL)   | DNF                    |
| 85                     | Stefano Oldani (ITA)    | 38.                    |
| 86                     | Oscar Riesebeek (NED)   | DNF                    |
| 87                     | Kristian Sbaragli (ITA) | 36.                    |

| Bora-Hansgrohe BOH | Bora-Hansgrohe BOH     | Bora-Hansgrohe BOH |
| ------------------ | ---------------------- | ------------------ |
| Nr.                | Rytter                 | Placering          |
| 91                 | Jai Hindley (AUS)      | 30.                |
| 92                 | Giovanni Aleotti (ITA) | 16.                |
| 93                 | Cesare Benedetti (POL) | DNF                |
| 94                 | Matteo Fabbro (ITA)    | DNF                |
| 95                 | Patrick Gamper (AUT)   | DNF                |
| 96                 | Bob Jungels (LUX)      | DNF                |
| 97                 | Frederik Wandahl (DEN) | 48.                |

| EF Education-EasyPost EFE | EF Education-EasyPost EFE       | EF Education-EasyPost EFE |
| ------------------------- | ------------------------------- | ------------------------- |
| Nr.                       | Rytter                          | Placering                 |
| 101                       | Alberto Bettiol (ITA)           | DNF                       |
| 102                       | Esteban Chaves (COL) (landevej) | DNF                       |
| 103                       | Magnus Cort (DEN)               | DNF                       |
| 104                       | Ben Healy (IRL) (landevej)      | 25.                       |
| 105                       | Mikkel Honoré (DEN)             | DNF                       |
| 106                       | Neilson Powless (USA)           | 33.                       |
| 107                       | Owain Doull (GBR)               | DNF                       |

| Cofidis COF | Cofidis COF               | Cofidis COF |
| ----------- | ------------------------- | ----------- |
| Nr.         | Rytter                    | Placering   |
| 111         | Guillaume Martin (FRA)    | 14.         |
| 112         | Eddy Finé (FRA)           | DNF         |
| 113         | Jon Izagirre (ESP)        | 8.          |
| 114         | Victor Lafay (FRA)        | DNF         |
| 115         | Pierre-Luc Périchon (FRA) | DNF         |
| 116         | Harrison Wood (GBR)       | DNF         |
| 117         | Axel Zingle (FRA)         | 42.         |

| Team Jayco AlUla JAY | Team Jayco AlUla JAY          | Team Jayco AlUla JAY |
| -------------------- | ----------------------------- | -------------------- |
| Nr.                  | Rytter                        | Placering            |
| 121                  | Michael Matthews (AUS)        | 26.                  |
| 122                  | Alexandre Balmer (SUI)        | DNF                  |
| 123                  | Lawson Craddock (USA)         | DNF                  |
| 124                  | Lucas Hamilton (AUS)          | DNF                  |
| 125                  | Chris Harper (AUS)            | DNF                  |
| 126                  | Christopher Juul-Jensen (DEN) | DNF                  |
| 127                  | Simon Yates (GBR)             | 6.                   |

| Movistar Team MOV | Movistar Team MOV        | Movistar Team MOV |
| ----------------- | ------------------------ | ----------------- |
| Nr.               | Rytter                   | Placering         |
| 131               | Matteo Jorgenson (USA)   | 24.               |
| 132               | Alex Aranburu (ESP)      | 3.                |
| 133               | Will Barta (USA)         | DNF               |
| 134               | Gorka Izagirre (ESP)     | DNF               |
| 135               | Johan Jacobs (SUI)       | DNF               |
| 136               | Iván Romeo (ESP)         | DNF               |
| 137               | José Joaquín Rojas (ESP) | 51.               |

| Intermarché-Circus-Wanty ICW | Intermarché-Circus-Wanty ICW | Intermarché-Circus-Wanty ICW |
| ---------------------------- | ---------------------------- | ---------------------------- |
| Nr.                          | Rytter                       | Placering                    |
| 141                          | Biniam Girmay (ERI)          | DNF                          |
| 142                          | Dries De Pooter (BEL)        | 44.                          |
| 143                          | Tom Paquot (BEL)             | DNF                          |
| 144                          | Lorenzo Rota (ITA)           | 17.                          |
| 145                          | Dion Smith (NZL)             | 55.                          |
| 146                          | Mike Teunissen (NED)         | 54.                          |
| 147                          | Loïc Vliegen (BEL)           | DNF                          |

| Team DSM-Firmenich DSM | Team DSM-Firmenich DSM        | Team DSM-Firmenich DSM |
| ---------------------- | ----------------------------- | ---------------------- |
| Nr.                    | Rytter                        | Placering              |
| 151                    | Matthew Dinham (AUS)          | 37.                    |
| 152                    | Marco Brenner (GER)           | DNF                    |
| 153                    | Andreas Leknessund (NOR)      | DNF                    |
| 154                    | Marius Mayrhofer (GER)        | DNF                    |
| 155                    | Florian Stork (GER)           | 46.                    |
| 156                    | Jonas Iversby Hvideberg (NOR) | DNF                    |
| 157                    | Kevin Vermaerke (USA)         | 20.                    |

| Arkéa-Samsic ARK | Arkéa-Samsic ARK          | Arkéa-Samsic ARK |
| ---------------- | ------------------------- | ---------------- |
| Nr.              | Rytter                    | Placering        |
| 161              | Warren Barguil (FRA)      | 21.              |
| 162              | Laurent Pichon (FRA)      | 52.              |
| 163              | Clément Champoussin (FRA) | 31.              |
| 164              | Anthony Delaplace (FRA)   | 58.              |
| 165              | Thibault Guernalec (FRA)  | DNF              |
| 166              | Simon Guglielmi (FRA)     | DNF              |
| 167              | Matis Louvel (FRA)        | DNF              |

| Astana Qazaqstan Team AST | Astana Qazaqstan Team AST       | Astana Qazaqstan Team AST |
| ------------------------- | ------------------------------- | ------------------------- |
| Nr.                       | Rytter                          | Placering                 |
| 171                       | Simone Velasco (ITA) (landevej) | 5.                        |
| 172                       | Leonardo Basso (ITA)            | DNF                       |
| 173                       | Manuele Boaro (ITA)             | DNF                       |
| 174                       | Gianmarco Garofoli (ITA)        | 43.                       |
| 175                       | Antonio Nibali (ITA)            | DNF                       |
| 177                       | Martin Laas (EST)               | DNF                       |

| Lotto Dstny LTD | Lotto Dstny LTD          | Lotto Dstny LTD |
| --------------- | ------------------------ | --------------- |
| Nr.             | Rytter                   | Placering       |
| 181             | Arnaud De Lie (BEL)      | 34.             |
| 182             | Pascal Eenkhoorn (NED)   | DNF             |
| 183             | Arjen Livyns (BEL)       | DNF             |
| 184             | Mathijs Paasschens (NED) | DNF             |
| 185             | Harry Sweeny (AUS)       | DNF             |
| 186             | Maxim Van Gils (BEL)     | DNF             |
| 187             | Florian Vermeersch (BEL) | DNF             |

| Israel-Premier Tech IPT | Israel-Premier Tech IPT | Israel-Premier Tech IPT |
| ----------------------- | ----------------------- | ----------------------- |
| Nr.                     | Rytter                  | Placering               |
| 191                     | Hugo Houle (CAN)        | DNF                     |
| 192                     | Guillaume Boivin (CAN)  | DNF                     |
| 193                     | Derek Gee (CAN)         | 47.                     |
| 194                     | Simon Clarke (AUS)      | DNF                     |
| 195                     | Daryl Impey (RSA)       | DNF                     |
| 196                     | Corbin Strong (NZL)     | DNF                     |
| 197                     | Michael Woods (CAN)     | 15.                     |

| Tudor Pro Cycling Team TUD | Tudor Pro Cycling Team TUD      | Tudor Pro Cycling Team TUD |
| -------------------------- | ------------------------------- | -------------------------- |
| Nr.                        | Rytter                          | Placering                  |
| 201                        | Alexander Kamp (DEN)            | 41.                        |
| 202                        | Nils Brun (SUI)                 | DNF                        |
| 203                        | Jacob Eriksson (SWE)            | DNF                        |
| 204                        | Lucas Eriksson (SWE) (landevej) | DNF                        |
| 205                        | Arthur Kluckers (LUX)           | DNF                        |
| 206                        | Yannis Voisard (SUI)            | 45.                        |
| 207                        | Luc Wirtgen (LUX)               | DNF                        |

| Team Novo Nordisk TNN | Team Novo Nordisk TNN | Team Novo Nordisk TNN |
| --------------------- | --------------------- | --------------------- |
| Nr.                   | Rytter                | Placering             |
| 211                   | Matyáš Kopecký (CZE)  | DNF                   |
| 212                   | Sam Brand (GBR)       | DNF                   |
| 213                   | Hamish Beadle (NZL)   | DNF                   |
| 214                   | Péter Kusztor (HUN)   | DNF                   |
| 215                   | David Lozano (ESP)    | DNF                   |
| 216                   | Andrea Peron (ITA)    | DNF                   |
| 217                   | Filippo Ridolfo (ITA) | DNF                   |

| Canada CAN | Canada CAN      | Canada CAN |
| ---------- | --------------- | ---------- |
| Nr.        | Rytter          | Placering  |
| 221        | Pier-André Côté | DNF        |
| 222        | Quentin Cowan   | DNF        |
| 223        | Matisse Julien  | DNF        |
| 224        | Nicolas Rivard  | DNF        |
| 225        | Félix Hamel     | DNF        |
| 226        | Robin Plamondon | DNF        |
| 227        | Benjamin Perry  | DNF        |

| UAE Team Emirates UAD | UAE Team Emirates UAD         | UAE Team Emirates UAD |
| --------------------- | ----------------------------- | --------------------- |
| Nr.                   | Rytter                        | Placering             |
| 1                     | Adam Yates (GBR)              | 1.                    |
| 2                     | Marc Hirschi (SUI) (landevej) | 10.                   |
| 3                     | Rafał Majka (POL)             | 40.                   |
| 4                     | Brandon McNulty (USA)         | 13.                   |
| 5                     | Ivo Oliveira (POR) (landevej) | DNF                   |
| 6                     | Diego Ulissi (ITA)            | DNF                   |
| 7                     | Tim Wellens (BEL)             | DNF                   |

| AG2R Citroën Team ACT | AG2R Citroën Team ACT        | AG2R Citroën Team ACT |
| --------------------- | ---------------------------- | --------------------- |
| Nr.                   | Rytter                       | Placering             |
| 11                    | Benoît Cosnefroy (FRA)       | 27.                   |
| 12                    | Stan Dewulf (BEL)            | DNF                   |
| 13                    | Ben O'Connor (AUS)           | 7.                    |
| 14                    | Aurélien Paret-Peintre (FRA) | 59.                   |
| 15                    | Valentin Retailleau (FRA)    | DNF                   |
| 16                    | Michael Schär (SUI)          | DNF                   |
| 17                    | Greg Van Avermaet (BEL)      | 60.                   |

| Jumbo-Visma TJV | Jumbo-Visma TJV          | Jumbo-Visma TJV |
| --------------- | ------------------------ | --------------- |
| Nr.             | Rytter                   | Placering       |
| 21              | Christophe Laporte (FRA) | 28.             |
| 22              | Tiesj Benoot (BEL)       | 11.             |
| 23              | Sam Oomen (NED)          | 39.             |
| 25              | Tosh Van der Sande (BEL) | DNF             |
| 26              | Tim van Dijke (NED)      | DNF             |
| 27              | Mick van Dijke (NED)     | 53.             |

| Ineos Grenadiers IGD | Ineos Grenadiers IGD        | Ineos Grenadiers IGD |
| -------------------- | --------------------------- | -------------------- |
| Nr.                  | Rytter                      | Placering            |
| 31                   | Michał Kwiatkowski (POL)    | DNF                  |
| 32                   | Ethan Hayter (GBR)          | DNF                  |
| 33                   | Luke Plapp (AUS) (landevej) | DNF                  |
| 34                   | Salvatore Puccio (ITA)      | DNF                  |
| 35                   | Daniel Martínez (COL)       | DNF                  |
| 36                   | Pavel Sivakov (FRA)         | 2.                   |
| 37                   | Ben Swift (GBR)             | 57.                  |

| Lidl-Trek LTK | Lidl-Trek LTK                      | Lidl-Trek LTK |
| ------------- | ---------------------------------- | ------------- |
| Nr.           | Rytter                             | Placering     |
| 41            | Mattias Skjelmose (DEN) (landevej) | 9.            |
| 42            | Filippo Baroncini (ITA)            | DNF           |
| 43            | Tony Gallopin (FRA)                | DNF           |
| 44            | Emīls Liepiņš (LAT) (landevej)     | DNF           |
| 45            | Asbjørn Hellemose (DEN)            | 47.           |
| 46            | Toms Skujiņš (LAT)                 | 35.           |
| 47            | Mathias Vacek (CZE) (landevej)     | DNF           |

| Soudal Quick-Step SOQ | Soudal Quick-Step SOQ    | Soudal Quick-Step SOQ |
| --------------------- | ------------------------ | --------------------- |
| Nr.                   | Rytter                   | Placering             |
| 51                    | Julian Alaphilippe (FRA) | 12.                   |
| 52                    | Jannik Steimle (GER)     | DNF                   |
| 53                    | Dries Devenyns (BEL)     | DNF                   |
| 54                    | Fausto Masnada (ITA)     | 23.                   |
| 55                    | Mauro Schmid (SUI)       | DNF                   |
| 56                    | Ilan Van Wilder (BEL)    | DNF                   |
| 57                    | Mauri Vansevenant (BEL)  | 22.                   |

| Bahrain Victorious TBV | Bahrain Victorious TBV  | Bahrain Victorious TBV |
| ---------------------- | ----------------------- | ---------------------- |
| Nr.                    | Rytter                  | Placering              |
| 61                     | Matej Mohorič (SLO)     | 18.                    |
| 62                     | Jack Haig (AUS)         | DNF                    |
| 63                     | Pello Bilbao (ESP)      | 29.                    |
| 64                     | Nicolò Buratti (ITA)    | DNF                    |
| 65                     | Filip Maciejuk (POL)    | DNF                    |
| 66                     | Fran Miholjević (CRO)   | DNF                    |
| 67                     | Edoardo Zambanini (ITA) | DNF                    |

| Groupama-FDJ GFC | Groupama-FDJ GFC                  | Groupama-FDJ GFC |
| ---------------- | --------------------------------- | ---------------- |
| Nr.              | Rytter                            | Placering        |
| 71               | Valentin Madouas (FRA) (landevej) | 4.               |
| 72               | Kevin Geniets (LUX)               | 56.              |
| 73               | Matthieu Ladagnous (FRA)          | DNF              |
| 74               | Reuben Thompson (NZL)             | 50.              |
| 75               | Quentin Pacher (FRA)              | 19.              |
| 76               | Jake Stewart (GBR)                | DNF              |
| 77               | Lars van den Berg (NED)           | DNF              |

| Alpecin-Deceuninck ADC | Alpecin-Deceuninck ADC  | Alpecin-Deceuninck ADC |
| ---------------------- | ----------------------- | ---------------------- |
| Nr.                    | Rytter                  | Placering              |
| 81                     | Quinten Hermans (BEL)   | DNF                    |
| 82                     | Nicola Conci (ITA)      | 32.                    |
| 83                     | Michael Gogl (AUT)      | DNF                    |
| 84                     | Xandro Meurisse (BEL)   | DNF                    |
| 85                     | Stefano Oldani (ITA)    | 38.                    |
| 86                     | Oscar Riesebeek (NED)   | DNF                    |
| 87                     | Kristian Sbaragli (ITA) | 36.                    |

| Bora-Hansgrohe BOH | Bora-Hansgrohe BOH     | Bora-Hansgrohe BOH |
| ------------------ | ---------------------- | ------------------ |
| Nr.                | Rytter                 | Placering          |
| 91                 | Jai Hindley (AUS)      | 30.                |
| 92                 | Giovanni Aleotti (ITA) | 16.                |
| 93                 | Cesare Benedetti (POL) | DNF                |
| 94                 | Matteo Fabbro (ITA)    | DNF                |
| 95                 | Patrick Gamper (AUT)   | DNF                |
| 96                 | Bob Jungels (LUX)      | DNF                |
| 97                 | Frederik Wandahl (DEN) | 48.                |

| EF Education-EasyPost EFE | EF Education-EasyPost EFE       | EF Education-EasyPost EFE |
| ------------------------- | ------------------------------- | ------------------------- |
| Nr.                       | Rytter                          | Placering                 |
| 101                       | Alberto Bettiol (ITA)           | DNF                       |
| 102                       | Esteban Chaves (COL) (landevej) | DNF                       |
| 103                       | Magnus Cort (DEN)               | DNF                       |
| 104                       | Ben Healy (IRL) (landevej)      | 25.                       |
| 105                       | Mikkel Honoré (DEN)             | DNF                       |
| 106                       | Neilson Powless (USA)           | 33.                       |
| 107                       | Owain Doull (GBR)               | DNF                       |

| Cofidis COF | Cofidis COF               | Cofidis COF |
| ----------- | ------------------------- | ----------- |
| Nr.         | Rytter                    | Placering   |
| 111         | Guillaume Martin (FRA)    | 14.         |
| 112         | Eddy Finé (FRA)           | DNF         |
| 113         | Jon Izagirre (ESP)        | 8.          |
| 114         | Victor Lafay (FRA)        | DNF         |
| 115         | Pierre-Luc Périchon (FRA) | DNF         |
| 116         | Harrison Wood (GBR)       | DNF         |
| 117         | Axel Zingle (FRA)         | 42.         |

| Team Jayco AlUla JAY | Team Jayco AlUla JAY          | Team Jayco AlUla JAY |
| -------------------- | ----------------------------- | -------------------- |
| Nr.                  | Rytter                        | Placering            |
| 121                  | Michael Matthews (AUS)        | 26.                  |
| 122                  | Alexandre Balmer (SUI)        | DNF                  |
| 123                  | Lawson Craddock (USA)         | DNF                  |
| 124                  | Lucas Hamilton (AUS)          | DNF                  |
| 125                  | Chris Harper (AUS)            | DNF                  |
| 126                  | Christopher Juul-Jensen (DEN) | DNF                  |
| 127                  | Simon Yates (GBR)             | 6.                   |

| Movistar Team MOV | Movistar Team MOV        | Movistar Team MOV |
| ----------------- | ------------------------ | ----------------- |
| Nr.               | Rytter                   | Placering         |
| 131               | Matteo Jorgenson (USA)   | 24.               |
| 132               | Alex Aranburu (ESP)      | 3.                |
| 133               | Will Barta (USA)         | DNF               |
| 134               | Gorka Izagirre (ESP)     | DNF               |
| 135               | Johan Jacobs (SUI)       | DNF               |
| 136               | Iván Romeo (ESP)         | DNF               |
| 137               | José Joaquín Rojas (ESP) | 51.               |

| Intermarché-Circus-Wanty ICW | Intermarché-Circus-Wanty ICW | Intermarché-Circus-Wanty ICW |
| ---------------------------- | ---------------------------- | ---------------------------- |
| Nr.                          | Rytter                       | Placering                    |
| 141                          | Biniam Girmay (ERI)          | DNF                          |
| 142                          | Dries De Pooter (BEL)        | 44.                          |
| 143                          | Tom Paquot (BEL)             | DNF                          |
| 144                          | Lorenzo Rota (ITA)           | 17.                          |
| 145                          | Dion Smith (NZL)             | 55.                          |
| 146                          | Mike Teunissen (NED)         | 54.                          |
| 147                          | Loïc Vliegen (BEL)           | DNF                          |

| Team DSM-Firmenich DSM | Team DSM-Firmenich DSM        | Team DSM-Firmenich DSM |
| ---------------------- | ----------------------------- | ---------------------- |
| Nr.                    | Rytter                        | Placering              |
| 151                    | Matthew Dinham (AUS)          | 37.                    |
| 152                    | Marco Brenner (GER)           | DNF                    |
| 153                    | Andreas Leknessund (NOR)      | DNF                    |
| 154                    | Marius Mayrhofer (GER)        | DNF                    |
| 155                    | Florian Stork (GER)           | 46.                    |
| 156                    | Jonas Iversby Hvideberg (NOR) | DNF                    |
| 157                    | Kevin Vermaerke (USA)         | 20.                    |

| Arkéa-Samsic ARK | Arkéa-Samsic ARK          | Arkéa-Samsic ARK |
| ---------------- | ------------------------- | ---------------- |
| Nr.              | Rytter                    | Placering        |
| 161              | Warren Barguil (FRA)      | 21.              |
| 162              | Laurent Pichon (FRA)      | 52.              |
| 163              | Clément Champoussin (FRA) | 31.              |
| 164              | Anthony Delaplace (FRA)   | 58.              |
| 165              | Thibault Guernalec (FRA)  | DNF              |
| 166              | Simon Guglielmi (FRA)     | DNF              |
| 167              | Matis Louvel (FRA)        | DNF              |

| Astana Qazaqstan Team AST | Astana Qazaqstan Team AST       | Astana Qazaqstan Team AST |
| ------------------------- | ------------------------------- | ------------------------- |
| Nr.                       | Rytter                          | Placering                 |
| 171                       | Simone Velasco (ITA) (landevej) | 5.                        |
| 172                       | Leonardo Basso (ITA)            | DNF                       |
| 173                       | Manuele Boaro (ITA)             | DNF                       |
| 174                       | Gianmarco Garofoli (ITA)        | 43.                       |
| 175                       | Antonio Nibali (ITA)            | DNF                       |
| 177                       | Martin Laas (EST)               | DNF                       |

| Lotto Dstny LTD | Lotto Dstny LTD          | Lotto Dstny LTD |
| --------------- | ------------------------ | --------------- |
| Nr.             | Rytter                   | Placering       |
| 181             | Arnaud De Lie (BEL)      | 34.             |
| 182             | Pascal Eenkhoorn (NED)   | DNF             |
| 183             | Arjen Livyns (BEL)       | DNF             |
| 184             | Mathijs Paasschens (NED) | DNF             |
| 185             | Harry Sweeny (AUS)       | DNF             |
| 186             | Maxim Van Gils (BEL)     | DNF             |
| 187             | Florian Vermeersch (BEL) | DNF             |

| Israel-Premier Tech IPT | Israel-Premier Tech IPT | Israel-Premier Tech IPT |
| ----------------------- | ----------------------- | ----------------------- |
| Nr.                     | Rytter                  | Placering               |
| 191                     | Hugo Houle (CAN)        | DNF                     |
| 192                     | Guillaume Boivin (CAN)  | DNF                     |
| 193                     | Derek Gee (CAN)         | 47.                     |
| 194                     | Simon Clarke (AUS)      | DNF                     |
| 195                     | Daryl Impey (RSA)       | DNF                     |
| 196                     | Corbin Strong (NZL)     | DNF                     |
| 197                     | Michael Woods (CAN)     | 15.                     |

| Tudor Pro Cycling Team TUD | Tudor Pro Cycling Team TUD      | Tudor Pro Cycling Team TUD |
| -------------------------- | ------------------------------- | -------------------------- |
| Nr.                        | Rytter                          | Placering                  |
| 201                        | Alexander Kamp (DEN)            | 41.                        |
| 202                        | Nils Brun (SUI)                 | DNF                        |
| 203                        | Jacob Eriksson (SWE)            | DNF                        |
| 204                        | Lucas Eriksson (SWE) (landevej) | DNF                        |
| 205                        | Arthur Kluckers (LUX)           | DNF                        |
| 206                        | Yannis Voisard (SUI)            | 45.                        |
| 207                        | Luc Wirtgen (LUX)               | DNF                        |

| Team Novo Nordisk TNN | Team Novo Nordisk TNN | Team Novo Nordisk TNN |
| --------------------- | --------------------- | --------------------- |
| Nr.                   | Rytter                | Placering             |
| 211                   | Matyáš Kopecký (CZE)  | DNF                   |
| 212                   | Sam Brand (GBR)       | DNF                   |
| 213                   | Hamish Beadle (NZL)   | DNF                   |
| 214                   | Péter Kusztor (HUN)   | DNF                   |
| 215                   | David Lozano (ESP)    | DNF                   |
| 216                   | Andrea Peron (ITA)    | DNF                   |
| 217                   | Filippo Ridolfo (ITA) | DNF                   |

| Canada CAN | Canada CAN      | Canada CAN |
| ---------- | --------------- | ---------- |
| Nr.        | Rytter          | Placering  |
| 221        | Pier-André Côté | DNF        |
| 222        | Quentin Cowan   | DNF        |
| 223        | Matisse Julien  | DNF        |
| 224        | Nicolas Rivard  | DNF        |
| 225        | Félix Hamel     | DNF        |
| 226        | Robin Plamondon | DNF        |
| 227        | Benjamin Perry  | DNF        |